# Ljuben Stoew
Ljuben Stoew (eigentlich Ljuben Stoev geschrieben, bulgarisch Любен Стоев; * 18. Januar 1939 in Sofia, Bulgarien; † 11. Dezember 2016 ebenda) war ein bulgarischer Maler und Grafiker.

## Leben
Stoev ist Sohn der Zahnärztin Elena Stoeva, die in den 1930er-Jahren aktiv neben ihrem Medizinstudium in der Gruppe um Georgi Dimitrow in Deutschland arbeitete und des Försters, Jägers und Partisanen Stefan Stoev.
Stoev besuchte ab 1957 die Hochschule für bildende Künste Sofia. 1963 reiste er in die DDR und führte sein Studium der Malerei und Graphik an der Hochschule für Bildende Künste Dresden (HfBK) bei Lea Grundig deren Meisterschüler er wurde, fort. Durch sie wurde er von den Künstlern der 1920er-Jahre wie Otto Dix, George Grosz oder Frans Masereel beeinflusst. Otto Dix lernte er noch zu Lebzeiten in Dresden kennen und erwarb einige seiner Arbeiten. 1967 kehrte er mit dem Diplom der HfBK Dresden nach Sofia zurück. Seit den 1970er-Jahren begab sich Ljuben Stoev meist mit bulgarischen Handelsschiffen auf Seereisen, die ihn fast um die ganze Welt führten. Auf diesen Expeditionen dokumentierte er das Leben auf Schiff und das der bereisten Länder, in denen er zumeist auch Ausstellungen zeigte. 2004 gründete er mit der österreichischen Regisseurin Ulli Gladik und der Schweizer Fotografin Doris Peter das Kunstprojekt „Transformazija“, in dessen Rahmen Ausstellungsprojekte in Deutschland, Österreich und Bulgarien realisiert wurden. Ljuben Stoev lebte und arbeitete in Sofia.

## Werk

### Grafische Zyklen
Zwischen 1970 und 1995 arbeitete Ljuben Stoev an seinen "grafischen Zyklen", die schwarz-weiße und farbige Holzschnitte, Handzeichnungen und Lithographien beinhalten:
- 1970 Zyklus „Die Stadt“
- 1974 bis 1975 Zyklen „Algerien“, „Algier“, „Sahara“ und „Kabilien“
- 1977 bis 1987 Zyklus „Seemänner und Dritte Welt“
- 1984 bis 1995 Zyklus „Unter Tage“ aus den Bergwerken in Pernik (Bulgarien) und Bergkamen und Gelsenkirchen (Deutschland)

### Zyklen ab 1994
In den Zyklen ab 1994 beschäftigte sich Ljuben Stoev mit den Veränderungen der Lebensumstände in Bulgarien seit der Wende 1989.

#### 1990 bis 2002 „Die bulgarische Marktwirtschaft“
Der Zyklus "Die bulgarische Marktwirtschaft" beinhaltet großformatige Kompositionen, Collagen und dreidimensionale Installationen:
- „Kleinstbusiness“ bettelnde Romni durch ein Autofenster
- „Psychiatrie - geschlossene Abteilung“  Zeichnungen, Temperamalereien und Collagen auf Leinwand, die Ljuben Stoew in einem psychiatrischen Krankenhaus anfertigte
- „verdienter Lebensabend - Altersheim“ Collagen und Zeichnungen, die in einem Altersheim entstanden sind
- „Kleinbusiness“ Verkäufer von chinesischer Wäsche, Geschirr, Batterien etc.
- „Schönes Sofia – Krassiva Sofia“ Malerei einer Plattenbaufassade
- „Block 203“ Typischer Sofioter Hauseingang am Ende des 20. Jh.
- „Mittelklasse“ Typischer Sofioter Krämerladen nach der Wende im Keller eines Wohnhauses mit kleiner Verkaufsöffnung zur Straße
- „8. März“ Bildnis einer alten Frau, die Blumen verkauft, dahinter Plakatwände (Werbung für Bodybuilding, Schlankmacher)
- „Bretzelverkäuferin“ Bildnis einer Bretzelverkäuferin, dahinter eine Wahlplakat der Präsidentschaftswahlen mit der Aufschrift: Denke, dass du eine Würde hast!
- „Freie Presse“ Zeitungsstand mit Zeitungen, Magazinen, Yellow Press mit Headlines wie Gas, Blut, Drogen etc.
- „Weihnachtlicher Wohltätigkeitscocktail“ Gruppenporträt der bulgarischen Elite umgeben von  Delikatessen, Girlanden und einer transparenten Box mit etwas Geld. Grundlage diese Arbeit ist ein Pressetext über eine Wohltätigkeitsveranstaltung im besten Sofioter Hotel, bei dem lediglich 515 € für die Kinderkrebshilfe gespendet wurden. Der Pressetext ist Teil der Installation.
- „Zres transformazija kam vseobschto blagodenstvie“ (durch Transformation zum allgemeinen Wohlstand) Video, 8 min, das in Zusammenarbeit mit Ljuben Stoews Bruder, dem bulgarischen Regisseur und Oberhausenpreisträger Jacky Stoew entstand. Diese Ausstellung wurde 2003 auch im bulgarischen Parlament gezeigt und von Johny Penkov mit den Worten eröffnet: „Da die Parlamentierer wenig Zeit haben, ständig zu Sitzungen und Versammlungen müssen, ist Ljuben Stoew mit seiner Ausstellung zu ihnen gekommen.“  Dieser Zyklus war mehrmals in der Gruppenausstellungsreihe Transformazija zu sehen.

#### 2005 bis 2006 „Die Suppenküche“
Im Jahr 2005 besuchte Ljuben Stoev viele Male eine Suppenküche in Sofia und fertigte Zeichnungen, Malereien und Installationen nach Vorbild dieser Küche an. Die Arbeiten wurden in der Sofioter Stadtgalerie von Dezember 2005 bis Jänner 2006 ausgestellt und ein Großteil der Werke wurde anschließend versteigert. Der Erlös wurde zu 100 % zur Finanzierung der Suppenküche verwendet. Auch hier verwendete der Künstler wieder Werbeplakate und Texte, eine lebensgroßen Abbildung eines Besuchers der Küche trägt beispielsweise eine Plastiktüte mit der Aufschrift „lebe farbig“, oder hinter der Abbildung einer Besucherin ein Wahlplakat mit der Aufschrift „die Menschen mit Courage sind in der Mehrheit“.

#### 2007 bis 2015 Zyklus „Die Outsider“
Die Liedzeile von Bertolt Brecht „Und man siehet die im Lichte, die im Dunkeln sieht man nicht.“ aus der Dreigroschenoper inspirierte Ljuben Stoew zu seinem Zyklus „Die Outsider“. Der Zyklus beinhaltet multimediale großflächige Installationen, aber auch Zeichnungen und Collagen.
Installationen:
- "Erwartung" Müllsammler mit blauem Arbeitsanzug in einem Müllberg, dahinter eine Sofioter Landschaft mit dem Vitoshagebirge
- „Musik für die Seele“ Straßenmusikant mit Harmonika, zu hören ist eine Audioaufnahmen vom Künstler gespielte Musikstücke
- „Atme“ Klebstoff schnüffelnder Junge, der Titel ist eine Anspielung auf einen Dokumentarfilm über Luftverschmutzung, der die ersten öffentlichen Proteste nach der Wende in Bulgarien ausgelöst hat
- „Mann im Rollstuhl“ Bettelnder Mann im Rollstuhl, dahinter ein Plakat, dass Werbung für Mietsafes
- „Der Abend des geschiedenen Mannes“ ein Mann sitzt mit Schnaps und Salat (dem typischen bulgarischen Feierabendmahl) vor dem Fernseher, zappt durch die Programme, zu sehen ist z. B. eine Sendung der nationalistischen Partei Ataka, danach Sport.
- „TV Romantika“  eine strickende alte Frau vor ihrem Fernsehgerät, dahinter das Foto ihrer in Spanien arbeitenden Söhne, die monatlich 50 Euro schicken, aus dem Fernsehgerät tönt eine Audioaufnahme von 125 Episoden Telenovelas.
- „Der Chef trinkt seinen Cafe“ zwei Bodyguards hinter einem sitzenden Businessman
- „Wiener Ball in Sofia“ die bulgarische Elite tanzt am Ball in Sofia, davor steht ein Neureicher mit einer Schönheit, die Ljuben Stoew nach Vorbild der russischen Tennisspielerin Marija Scharapowa gestaltete.[6]

#### 2008 bis 2016 Zyklus „Die andere Stadt“
Dieser Zyklus beinhaltet Acryl- und Pastellmalereien auf Leinwand, aber auch dreidimensionale Installationen und zeigt Stadtansichten, die Ljuben Stoev inspiriert von seiner Heimatstadt Sofia über viele Jahre hinweg anfertigte.

## Ausstellungen
- 1979 Algier, El Mugar Hall
- 1982 Harare, National Gallery
- 1984 Wertingen, Wertingen Palace
- 1987 Kiel, City Gallery
- 1993 Frankfurt am Main, Museum Fest
- 1997 Pretoria, Gallery of the South African Association of Arts
- 1987 Managua, Casa Fernando Gordillo Gallery
- 1988 Berlin, Bulgarisches Kulturzentrum
- 1993 Frankfurt am Main, Museum Fest
- 1997 Pretoria, Gallery of the South African Association of Arts
- 2003 Sofia, Bulgarisches Parlament "Club der Parlamentarier"
- 2003 Sofia, "Transformazija" Galerie Sredez
- 2004 Berlin, "Transformazija" Bulgarisches Kulturinstitut
- 2004 Wien, Kleine Galerie
- 2005 Sofia, "Suppenküchen Zyklus" Sofia Art Galerie[7]
- 2007 Sofia, "Die Outsider" Galerie Shipka Straße 6[8]
- 2007 Plovdiv, Altes Bad
- 2010 Plovdiv, "De profundis" Vazrazhdane Galerie[9]
- 2011 Sofia, Galerie Shipka Straße 6 "Report"[10][11]
- 2014 Sofia, Galerie Shipka Straße 6 "Die andere Stadt - Blick von oben"[12]
- 2015 Wien, "Die im Dunkeln sieht man nicht", Aktionsradius Wien[13]
- 2015 Sofia, "Indien als Inspiration" Galerie Alma Mater Universität Sofia
- 2016 Sofia, "Indien-Zyklus", Galerie Sredez
- 2020 Dresden, "Und die im Dunkeln sieht man nicht", Projektraum Neue Galerie – Städtische Galerie Dresden
- 2020 Dresden, "Dreimal um die Welt", Grafik und Malerei", Weltclub Dresden
- 2020 Dresden, Ljuben Stoev, Full Moon Gallery
- 2023 Pritzwalk, "Im Dunkeln", Galerie Museumsfabrik Pritzwalk
- 2024 Hamburg, "Und die im Dunkeln sieht man nicht..." Fabrik der Künste

## Auszeichnungen
- 1972 Sofia Prize
- 1983 Man and the Sea
- 1984 Grand Prix der Internationalen Holzschnitt-Biennale in Banská Bystrica, Tschechoslowakei
- 1987 Man and Labour
- 1989 Man and Labour
- 2004 Förderungspreis der Anni und Heinrich Sussmann Foundation

## Film
- 2023 "Mein Onkel Lubo", bulgarisch/deutsche Doku, Regie: Nikola Boshankov / Ray van Zeschau
- 2024 "Der leere Raum", Musikfilm, Regie: Ray van Zeschau